# Saint-Rémy-la-Varenne
Saint-Rémy-la-Varenne là một xã thuộc tỉnh Maine-et-Loire trong vùng Pays de la Loire phía tây nước Pháp. Xã này nằm ở khu vực có độ cao trung bình 30 mét trên mực nước biển.